# قاعة مشاهير الشطرنج العالمية
قاعة مشاهير الشطرنج العالمية (بالإنجليزية: WCHOF)‏ هي مؤسسة جامعية غير ربحية تقع في حي سنترال ويست إند في سانت لويس، ميسوري، الولايات المتحدة.
قاعة مشاهير الشطرنج العالمية هي المؤسسة الوحيدة من نوعها وتقدم مجموعة متنوعة من البرامج لاستكشاف العلاقة الديناميكية بين الفن والشطرنج، بما في ذلك مبادرات التوعية التعليمية التي توفر السياق والمعنى للعبة وتأثيرها التعليمي المستمر. تأسست عام 1984، ويديرها صندوق الشطرنج الأمريكي. كانت موجودة سابقًا في نيو ويندسور، نيويورك؛ واشنطن العاصمة؛ وميامي، فلوريدا، انتقلت إلى سانت لويس في 9 سبتمبر 2011.

## تاريخ
من بنات أفكار ستيفن دويل، رئيس USCF من 1984 إلى 1987، تم إنشاء قاعة مشاهير الشطرنج العالمية في عام 1986 كقاعة مشاهير الشطرنج الأمريكية.
افتتح المتحف الصغير في عام 1988 في الطابق السفلي من المقر الرئيسي للاتحاد آنذاك في نيو ويندسور، نيويورك، احتوى المتحف الصغير على مجموعة متواضعة، بما في ذلك كتاب افتتاحيات الشطرنج وقعه بوبي فيشر. مجموعة فضية منحت لبول مورفي، لاعب الشطرنج الأمريكي وبطل العالم غير الرسمي. ولوحات من الورق المقوى تكريما لسادة كبار السن السابقين.
في عام 1992، امتلك الاتحاد الأمريكي للشطرنج المتحف ونقل محتوياته إلى واشنطن العاصمة. وفي موقعها بواشنطن العاصمة من عام 1992 إلى عام 2001، كانت القاعة تضم لاعبي الشطرنج «الأربعة الكبار» الأمريكيين: بول مورفي، وبوبي فيشر، وفرانك مارشال، وصمويل ريشيفسكي. عرضت بطولة العالم للشطرنج التي فاز بها فريق الولايات المتحدة في عام 1993 بالإضافة إلى العديد من ألواح الشطرنج وقطع الشطرنج. أتاح المتحف للزوار فرصة اللعب ضد حاسوب الشطرنج. بحلول عام 2001، نمت المجموعة لتشمل العديد من مجموعات وألواح الشطرنج واللوحات التي تخلد ذكرى المجندين في قاعات الشهرة الأمريكية والعالمية.
في أواخر التسعينيات، اقترح سيدني سامول، المالك السابق لشركة إكسكاليبور للإلكترونيات، نقل قاعة الشهرة إلى ميامي، حيث ستكون موجودة في مبنى على شكل رخ شيدته شركة إكسكاليبور. على الرغم من وفاة سامول في عام 2000، وافق صندوق الشطرنج الأمريكي على الاقتراح في العام التالي. أعيد افتتاحه في عام 2001، وأعيد تسميته بقاعة مشاهير الشطرنج العالمية ومتحف سيدني سامول. استمر المتحف في جمع مجموعات الشطرنج والكتب وتذكارات البطولة والإعلانات والصور والأثاث والميداليات والجوائز والمجلات حتى أغلق في عام 2009. وافق المحسن ريكس سينكفيلد بعد ذلك بوقت قصير على دفع تكاليف نقل المتحف إلى سانت لويس وتجديد مبناه الجديد.
تقع قاعة مشاهير الشطرنج العالمية عبر الشارع من نادي شطرنج و مركز سانت لويس المدرسي في حي الطرف الغربي الأوسط بالمدينة. يعرض القطع الأثرية من مجموعة المتحف الدائمة والمعارض المؤقتة التي تسلط الضوء على اللاعبين العظماء والألعاب التاريخية والتاريخ الثقافي الغني للشطرنج بالإضافة إلى الولايات المتحدة وقاعة مشاهير الشطرنج العالمية.
تتعاون قاعة المشاهير مع نادي شطرنج و مركز المدرسة لتوفير البرمجة والتعليمات والتواصل مع جمهور دولي من المبتدئين والخبراء على حدٍ سواء. تضم مجموعتها قطعًا مثل قطعة عمرها 500 عام  قطعة من لعبة مصرية تسمى سينيت، أقدم لعبة لوح معروفة؛ مجموعة مصنوعة خصيصًا من أثاث الشطرنج الذي يخص بوبي فيشر، وأول كمبيوتر شطرنج تجاري. المعارض الدورية تعرض عناصر من المجموعة الدائمة؛ كما يقيم المتحف معرضين مؤقتين كل عام. تحتفل قاعة المشاهير أيضًا بوظائف أعضائها.

## صالة الشهرة
هناك 67 عضوًا في قاعة المشاهير الأمريكية، من بينهم بوبي فيشر، وجون دبليو كولينز، ولاري إيفانز، وبنجامين فرانكلين، وجورج كولتانوفسكي، وسامي ريشيفسكي، وبول مورفي، وغريغوري كايدانوف، وأرنولد دينكر.
هناك 40 عضوًا في قاعة مشاهير الشطرنج العالمية، بما في ذلك خوسيه راؤول كابابلانكا وأناتولي كاربوف وغاري كاسباروف وبوريس سباسكي. كانت الفائزة بأول بطولة عالمية للشطرنج للسيدات، فيرا مينشيك، أول امرأة تدخل قاعة مشاهير الشطرنج العالمية في عام 2011.
أقيمت حفلات التعريفي لعام 2011 في 8 سبتمبر كجزء من احتفال الافتتاح الكبير لقاعة الشطرنج العالمية للمشاهير.

### مجندو قاعة مشاهير الشطرنج الأمريكية
تدرس لجنة قاعة مشاهير اتحاد الشطرنج الأمريكي المرشحين لقاعة مشاهير الشطرنج الأمريكية وترسل ترشيحاتها إلى صندوق الشطرنج الأمريكي كل عام. يصوت أمناء صندوق الشطرنج الأمريكي على من يجب تعيينه. يتم التقديم نفسه إما في حفل غداء جوائز اتحاد الشطرنج الأمريكي خلال بطولة الولايات المتحدة المفتوحة أو في قاعة مشاهير الشطرنج العالمية، والتي تقع الآن في سانت لويس بولاية ميسوري. يتم إجراء التعريفي دائمًا إما من قبل رئيس مجلس إدارة الشطرنج الأمريكي أو رئيس لجنة قاعة المشاهير.
الأعضاء الحاليون في اللجنة هم هارولد وينستون (رئيس مجلس الإدارة)، وجون دونالدسون، وجون مكري، وآل لورانس، والمدير العام جويل بنجامين، والمدير العام آرثر بيسغير، وجون هيلبرت، وجنيفر شهاد، وشين سامول. ماكري ودونالدسون رئيسان سابقان للجنة قاعة المشاهير. كل من بيسغير وبنيامين عضوان في قاعة المشاهير. كان سامول مسؤولاً عن قاعة المشاهير عندما كان يقع في ميامي، فلوريدا من 2001-2009.

## المعارض
عند انتقالها إلى سانت لويس في عام 2011، لا تعرض قاعة مشاهير الشطرنج العالمية فقط القطع الأثرية للشطرنج عبر التاريخ في مجموعتها الدائمة، ولكن أيضًا الأعمال الفنية والتحف المعارة من العديد من الفنانين وهواة الجمع.

### خارج الصندوق: الفنانون يلعبون الشطرنج
تم عرض هذا المعرض الفني المعاصر من 9 سبتمبر 2011 إلى 12 فبراير 2012 برعاية برادلي بيلي، الأستاذ المساعد لتاريخ الفن الحديث والمعاصر في جامعة سانت لويس. تضمنت الأعمال الفنية التي تنظر في لعبة الشطرنج على المستوى الرسمي وعلى مستوى اللعب الفعلي. الفنانون الذين ظهروا في هذا المعرض هم توم فريدمان وباربرا كروجر وليليا ليفانوفا ويوكو أونو وجافين تورك وديانا ثاتر وجويدو فان دير ويرف. في ليلة افتتاح المعرض، قدم الفنان الهولندي المعاصر، جويدو فان دير ويرف، عزفًا على بيانو فريد من نوعه للشطرنج قام ببنائه. أطلق البيانو نوتة موسيقية أثناء عزف كل قطعة شطرنج، بينما عزف تسعة موسيقيين وترية من سيمفونية سانت لويس نتيجة فان دير ويرف. في الليلة الختامية، استضاف متحف الفن المعاصر في سانت لويس حدثًا عرضت فيه القطعة الفنية لأداء ليليا ليفانوفا التشريح هو القدر، إحدى القطع في المعرض.

### روائع الشطرنج: مقتطفات من مجموعة دكتور جورج وفيفان دين
في العرض من 9 سبتمبر 2011 إلى 12 فبراير 2012، احتفل هذا العرض بمرور 50 عامًا على جمع العمداء معًا وعرض أعمال مختارة لتتبع تطور لعبة الشطرنج وتصميم مجموعات الشطرنج الرائعة من العاشر إلى الأول. القرن العشرين. جاءت المجموعات من النمسا وكمبوديا والصين وإنجلترا وفرنسا وألمانيا والهند وإيطاليا واليابان وكشمير والمغرب وبلاد فارس وروسيا وسوريا وتركيا. من بين الأعمال المعروضة قطع مملوكة أو بتكليف من كاثرين العظيمة ونابليون والقيصر نيكولاس الثاني والعائلة المالكة البريطانية.

### مارسيل دزاما: لعبة النهاية
في الفترة من 9 مارس 2012 إلى 12 أغسطس 2012، تم عرض الأعمال الفنية لمارسيل دزاما، بما في ذلك الأفلام والرسومات ذات الصلة واللوحات والمنحوتات والديوراما. يستمد عمل دزاما من مجموعة متنوعة من المراجع والتأثيرات الفنية، بما في ذلك دادا ومارسيل دوشامب. يتميز فيلمه بشخصيات تستند إلى لعبة الشطرنج الكلاسيكية. يرتدون أزياء مصممة هندسيًا من الورق المعجن والجص والألياف الزجاجية ويرتدون أقنعة متقنة (بما في ذلك قناع رباعي الوجه للملك)، ترقص الشخصيات عبر لوحة مربعة لتحدي خصومهم في التقاطعات المميتة.

### بوبي فيشر: رمز بين الأيقونات
على الشاشة من 9 مارس 2012 إلى 7 أكتوبر 2012، تضمن هذا العرض صورًا لهاري بنسون، الشخص الوحيد الذي لديه وصول خاص إلى بوبي فيشر خلال مباراة بطولة العالم للشطرنج عام 1972 بأكملها في ريكيافيك، أيسلندا. التقط بنسون صورًا حميمة لفيشر وكان أول شخص ينقل الأخبار إلى فيشر بأنه فاز بالمباراة.

### تحركات مشدود
في العرض من 13 سبتمبر 2012 إلى 10 فبراير 2013، ظهر هذا العرض تسعة من أشهر الفنانين في سانت لويس، والمعروفين باسم الفنون المشدودة الجماعية، الذين عملوا معًا على مدار أسبوعين لإنتاج واحد من رسم جداري من نوع خاص بالموقع مستوحى من لعبة الشطرنج.

### لعبة الجميع: الشطرنج في الثقافة الشعبية
في العرض من 18 أكتوبر 2012 إلى 14 أبريل 2013، ألقى هذا العرض نظرة مرحة على كيفية تمثيل الرياضة القديمة في ثقافتنا المعاصرة من خلال عرض لعبة الشطرنج كما ظهرت في وسائل الإعلام مثل إعلانات المجلات وموسيقى الروك ملصقات الموسيقى والأفلام وأماكن شعبية أخرى.

### السيطرة على السلطة: الشطرنج والرئاسة الأمريكية
في مشهد من 18 أكتوبر 2012 إلى 21 أبريل 2013، استكشف هذا العرض كيف أثر الشطرنج على الرئاسة الأمريكية منذ إدارة جورج واشنطن.

### بيل سميث: ما وراء العلوم الإنسانية
في العرض من 7 مارس 2013 إلى 25 أغسطس 2013، أظهر هذا العرض عمل بيل سميث، الذي يستكشف كيف توجه القواعد إنشاء هيكل وسلوك عالمنا. من أجل تسليط الضوء على تقاطع الفن والشطرنج والطبيعة، استخدم سميث الفن لإظهار أوجه التشابه الكامنة بين كل الأشياء. أعطت مقاطع الفيديو والإنشاءات الخاصة به نظرة شاملة للعالم من خلال تقديم الأنماط والتفاعلات المنتشرة في كل مكان والمشتركة بين الموسيقى والألعاب والتكنولوجيا والحيوانات والجزيئات والمجرة.

### حاز على جائزة وتم تشغيلها: أبرز الملامح من مجموعة جون كراميلر
في العرض من 3 مايو 2013 إلى 15 سبتمبر 2013، عرض هذا الحدث أكثر من ثمانين مجموعة شطرنج قديمة جميلة عبر القرون وحول العالم، بالإضافة إلى العديد من القطع الأثرية المثيرة للاهتمام المتعلقة بتاريخ الشطرنج.

### ملكة في الداخل: النماذج الأصلية المزينة والأزياء والشطرنج
في المشهد من 19 أكتوبر 2013 إلى 19 أبريل 2014، استكشف هذا المعرض النماذج الأصلية للملكة. سلطت الأعمال من المصممين التجريبيين الضوء على نماذج الملكة في الموضة وحددت العلاقات مع اللاوعي الجماعي الثقافي وتقاليد سرد القصص. برعاية المنسقين المستقلين صوفيا هيدمان وسيرج مارتينوف.

### جاكلين بياتيغورسكي: راعي، لاعب، رائد
في المشهد من 25 أكتوبر 2013 إلى 13 يوليو 2014، استكشف هذا العرض مكانة جاكلين بياتيغورسكي كواحدة من أفضل لاعبي الشطرنج الإناث في الخمسينيات والستينيات، بالإضافة إلى دعمها للعبة بصفتها راعية. ظهرت عليها قطع أثرية من أرشيفها الشخصي. تضمنت الأحداث البارزة كأس بياتيغورسكي، وصور من بطولات كأس بياتيغورسكي لعام 1963 و 1966، والتحف والصور المتعلقة بمسيرة بياتيغورسكي المثيرة للإعجاب في لعبة الشطرنج للسيدات.

### كيج وكاينو: القطع والعروض
في الفترة من 8 مايو 2014 إلى 21 سبتمبر 2014، يصاحب هذا المعرض عروض حية لأعمال ملحن القرن العشرين، جون كيج، وفنان الوسائط المتعددة المعاصر، جلين كاينو. برعاية أمين المعرض المستقل، لاري ليست.

### الإستراتيجية حسب التصميم: ألعاب مايكل جريفز
في العرض من 8 مايو 2014 إلى 28 سبتمبر 2014، يركز هذا المعرض على الألعاب التي صممتها مجموعة مايكل جريفز للتصميم. برعاية المنسق المستقل برادلي بيلي.

### حياة لا تنسى: لمحة عن العقل المعقد لبوبي فيشر
في العرض من 24 يوليو 2014 إلى 7 يونيو 2015، يستكشف هذا المعرض مسيرة بوبي فيشر، الذي يُعتبر أحد أعظم لاعبي الشطرنج الأمريكيين في كل العصور.

## روابط خارجية
- الموقع الرسمي لقاعة مشاهير الشطرنج العالمية
- قاعة مشاهير الشطرنج العالمية، سانت لويس، ميزوري في معهد Google الثقافي